# Gobierno de Miguel Abadía Méndez
El Gobierno de Miguel Abadía Méndez, se dio entre el 7 de agosto de 1926 y el 7 de agosto de 1930, en Colombia, fue el último del periodo conocido como la Hegemonía Conservadora (1886-1930), previo a la República Liberal entre 1930 y 1946.

## Llegada al poder
Miguel Abadía Méndez fue elegido como único candidato del Partido Conservador Colombiano, debido a la decisión del Partido Liberal de abstenerse de participar en las elecciones presidenciales de 1926, fue elegido como candidato luego de que se designara a Bernardo Herrera Restrepo como árbitro para escoger el candidato entre Abadía y Alfredo Vázquez Cobo, quien sería candidato conservador en las elecciones presidenciales de 1930. El 14 de febrero de 1926 Abadía obtuvo 370.493 votos y fue electo como presidente de Colombia.

## Gabinete ministerial
| Ministerio                                   | Imagen            | Nombre                         | Partido             | Inicio                   | Final                    | Referencias |
| -------------------------------------------- | ----------------- | ------------------------------ | ------------------- | ------------------------ | ------------------------ | ----------- |
| Ministro de Gobierno                         |                   | Jorge Vélez                    |                     | 7 de agosto de 1926      | 1928                     |             |
| Ministro de Gobierno                         |                   | Enrique Arrazola               |                     | 1928                     | 1929                     |             |
| Ministro de Gobierno                         |                   | Gabriel Rodríguez Diago        |                     | 1929                     | 12 de abril de 1930      |             |
| Ministro de Gobierno                         |                   | Alejandro Cabal Pombo          | Partido Conservador | 12 de abril de 1930      | 7 de agosto de 1930      |             |
| Ministro de Relaciones Exteriores            |                   | Marco Fidel Suárez             | Partido Conservador | 7 de agosto de 1926      | 12 de enero de 1927      |             |
| Ministro de Relaciones Exteriores            |                   | Carlos Uribe Cordovéz          | Partido Conservador | 12 de enero de 1927      | 12 de abril de 1930      |             |
| Ministro de Relaciones Exteriores            |                   | Francisco Samper Madrid        | Partido Liberal     | 12 de abril de 1930      | 7 de agosto de 1930      |             |
| Ministro de Hacienda                         |                   | Juan Antonio Gómez Recuerdo    |                     | 7 de agosto de 1926      | 11 de enero de 1927      |             |
| Ministro de Hacienda                         |                   | Gral. Salvador Franco Ferreira | Partido Conservador | 12 de enero de 1927      | 11 de mayo de 1927       |             |
| Ministro de Hacienda                         |                   | Esteban Jaramillo              | Partido Conservador | 12 de mayo de 1927       | 18 de enero de 1929      |             |
| Ministro de Hacienda                         |                   | Francisco de Paula Pérez       | Partido Conservador | 18 de enero de 1929      | 1 de abril de 1930       |             |
| Ministro de Hacienda                         |                   | Eduardo Vallejo                |                     | 1 de abril de 1930       | 7 de agosto de 1930      |             |
| Ministro de Guerra                           |                   | Ignacio Rengifo                | Partido Conservador | 7 de agosto de 1926      | 10 de julio de 1929      |             |
| Ministro de Guerra                           |                   | Alejandro Cabal Pombo          |                     | 10 de julio de 1929      | 28 de septiembre de 1929 |             |
| Ministro de Guerra                           |                   | Gral. José Joaquín Villamizar  |                     | 28 de septiembre de 1929 | 12 de abril de 1930      |             |
| Ministro de Guerra                           |                   | Gral. Agustín Morales Olaya    | Partido Conservador | 12 de abril de 1930      | 7 de agosto de 1930      |             |
| Ministro de Agricultura y Comercio           |                   | Gral. Salvador Franco          | Partido Conservador | 7 de agosto de 1926      | 12 de enero de 1927      |             |
| Ministro de Agricultura y Comercio           |                   | José Antonio Montalvo          | Partido Conservador | 12 de enero de 1927      | 7 de agosto de 1930      |             |
| Ministro de Instrucción y Salubridad Pública |                   | José Jesús García              | Partido Conservador | 7 de agosto de 1926      |                          |             |
| Ministro de Instrucción y Salubridad Pública | Silvino Rodríguez |                                | Partido Conservador |                          |                          |             |
| Ministro de Instrucción y Salubridad Pública |                   | José Vicente Huertas           | Partido Conservador |                          | 12 de abril de 1930      |             |
| Ministro de Instrucción y Salubridad Pública |                   | Eliseo Arango Ramos            | Partido Conservador | 12 de abril de 1930      | 7 de agosto de 1930      |             |
| Ministro de Obras Públicas                   |                   | Mariano Ospina Pérez           | Partido Conservador | 7 de agosto de 1926      | 17 de mayo de 1927       |             |
| Ministro de Obras Públicas                   |                   | Gral. Salvador Franco          | Partido Conservador | 17 de mayo de 1927       | 2 de marzo de 1928       |             |
| Ministro de Obras Públicas                   |                   | Sotero Peñuela                 | Partido Conservador | 2 de marzo de 1928       | 18 de enero de 1929      |             |
| Ministro de Obras Públicas                   |                   | Arturo Hernández               |                     | 18 de enero de 1929      |                          |             |
| Ministro de Obras Públicas                   |                   | Rafael Escallón                |                     |                          | 12 de abril de 1930      |             |
| Ministro de Obras Públicas                   |                   | Germán Uribe Hoyos             | Partido Liberal     | 12 de abril de 1930      | 7 de agosto de 1930      |             |
| Ministro de Correos y Telégrafos             |                   | Silvino Rodríguez              | Partido Conservador | 7 de agosto de 1926      | 1926                     |             |
| Ministro de Correos y Telégrafos             |                   | José Jesús García              | Partido Conservador | 1926                     | 12 de abril de 1930      |             |
| Ministro de Correos y Telégrafos             |                   | Ismael Enrique Arcienegas      | Partido Conservador | 12 de abril de 1930      | 7 de agosto de 1930      |             |

## Política interna
Su gobierno continúo la hegemonía conservadora al continuar con la política de designar solo funcionarios pertenecientes a dicho partido, ante el rechazo del Partido Liberal liderado por el general Paulo Emilio Bustamante a la propuesta de Abadía de colaborar en su gobierno.
En 1927, recibió la visita de un equipo de abogados penalistas italianos, con los que el gobierno buscaba mejorar el sistema carcelario, pero la misión fracasó.

### La Ley heroica
Con el Decreto 707 de 1927 y la Ley 69 de 1928se prohibieron las reuniones de protesta, el porte de armas, entre otras medidas. Se conoció como la Ley heroica.

### Legislación petrolera
Se expidió la Ley 84 de 1928 sobre hidrocarburos, y se debatió la legislación petrolera con intervención estadounidense.

### Obras Públicas
Durante su gobierno se impulsó la construcción de ferrocarriles y puertos con el dinero de los empréstitos solicitados. Según el Ministerio de Obras Publicas se entregaran terminados y en funcionamiento 861 kilómetros de líneas de ferrocarril.Durante su gobierno se concluyó el Malecón de Buenaventura.Además de la construcción de varias carreteras.

## Orden público

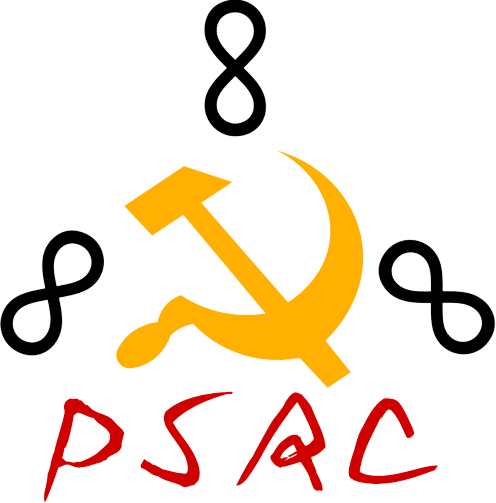
Logo del Partido Socialista Revolucionario.

### Huelgas
En este periodo se presentaron huelgas de trabajadores de los sectores de ferrocarriles, petróleos, bananeras,y jornaleros. Para 1927 es creado el Partido Socialista Revolucionario. En 1929, son encarcelados varios líderes comunistas, y es asesinado en protestas contra la corrupción en Bogotá el estudiante Gonzalo Bravo Pérez.El 29 de julio de 1929 se presenta la Rebelión de los bolcheviques del Líbano (Tolima).
Su gobierno se caracterizó por su aversión al comunismo y a los movimientos sindicales. En 1926 tuvo que enfrentar una huelga de trabajadores del ferrocarril nacional, y pese a que sometió con violencia la huelga, terminó concediendo a los obreros la jornada diaria de 8 horas, remuneración dominical y vacaciones por 15 días. En 1927 emitió el Decreto 707, con el fin de dotar a las Fuerzas Militares de poderes especiales para perseguir a los movimientos obreros colombianos, ante la proliferación de huelgas en el mundo.

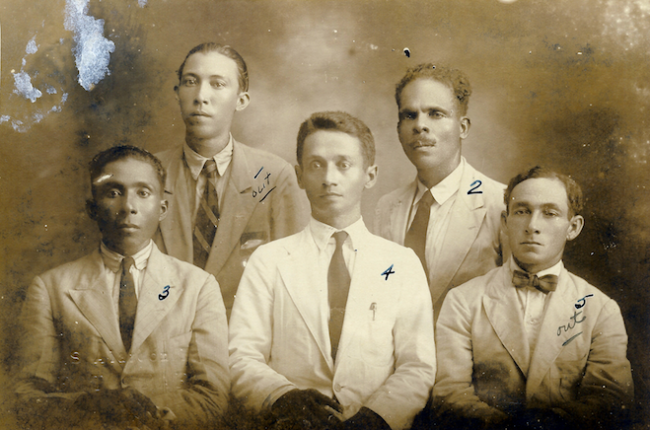
Los líderes de la huelga de la United Fruit Company, siendo a su vez opositores al Gobierno de Abadía Méndez.

### Masacre de las Bananeras
Desde noviembre de 1928 se llevaban a cabo protestas de los 25.000 trabajadores de la United Fuit Company, quienes reclamaban mejores condiciones laborales. Entre el 5 y el 6 de diciembre en Ciénaga (Magdalena), acusada de ser una conspiración  comunista, el Ejército Nacional bajo el mando de Carlos Cortés Vargas intervino en las protestas dejando un número indeterminado de muertos (entre 140 y 2000) según la fuente.Cortés Vargas sería nombrado posteriormente como director de la Policía Nacional, y la noticia se conoció por la prensa de la oposición, en 1929 Jorge Eliécer Gaitán denunciaría la masacre en la Cámara de Representantes.

"El gobierno colombiano tiene la ametralladora para los hijos de la patria y la rodilla en el suelo para el oro yanqui”.
Jorge Eliécer Gaitán

## Economía
Colombia había vivido una bonanza cafetera y el ingreso del dinero por la indemnización de la pérdida de Panamá en 1903. Abadía recurrió a empréstitos para estimular la economíaː en sus primeros meses solicitó un préstamo por 10 millones de pesos la época, con el fin de impulsar obras públicas importantes; y en 1928 solicitó 25 millones más para obras de infraestructura. También hizo una licitación pública donde solicitó 60 millones de pesos, la cual fue adjudicada a una firma norteamericana.
Las medidas eran impopulares entre ambos partidos políticos (liberal y conservador), ya que consideraban que el endeudamiento supera la capacidad de pago real del país, y de que no se invertían adecuadamente esos recursos, sumado a los altos niveles de la inflación.
Enfrentó la crisis mundial bursátil de 1929, en octubre de 1929, cuando la Bolsa de valores de Bogotá apenas había comenzado operaciones en abril de 1929. La crisis afectó al café, el principal producto de exportación colombiano, que pese a lo anterior, sin embargo, ayudó a mantener a flote la economía colombiana hasta 1933, gracias a la bonanza de la década de los 20. La crisis también frenó el endeudamiento colombiano, ante la desconfianza que despertaba el país en sus acreedores.

## Relaciones exteriores

### Tratado Esguerra- Bárcenas
Se fijaron los límites marítimos con Nicaragua en el tratado Esguerra-Bárcenas del 24 de marzo de 1928, pasando el Archipiélago de San Andrés, Providencia y Santa Catalina a soberanía colombiana mientras que la Costa de Mosquitos pasaba a soberanía nicaragüense. Fue firmado por José Bárcenas Meneses en representación de Nicaragua y por Domingo Esguerra en representación de Colombia.

### Ratificación del Tratado Salomón-Lozano
Con el canje de ratificaciones del tratado Lozano-Salomón, firmado el 24 de marzo de 1922, y que fue ratificado el 19 de marzo de 1928, quedaron normalizados los límites con el Perú. 

### Tratado García Ortiz-Mangabeira
Fueron fijados los límites con Brasil con el tratado firmado entre el canciller brasileño Octavio Mangabeira y el ministro plenipotenciario por Colombia en Río de Janeiro, Laureano García Ortiz, el 15 de noviembre de 1928.

## Sociedad

### Federación Nacional de Cafeteros
En su gobierno fue fundada la Federación Nacional de Cafeteros, el 27 de junio de 1927 en Medellín.

### Inicios de la aviación en Colombia

#### Visita de Charles Lindbergh
En 1928, Abadía hospedó al piloto estadounidense Charles Lindbergh, quien estaba en giras demostrativas por América en su Spirit of St. Louis. Procedente de Colón, llegó a Cartagena el 26 de enero de ese año. Hizo un viaje sin escalas hasta llegar a Bogotá, donde se reunió con el presidente Abadía y otros miembros del gobierno, fue condecorado con la Orden de Boyacá y se hizo un baile en su honor en el Hockey Club; luego sobrevoló la carrera séptima, aterrizó en Madrid, y luego siguió hacia Venezuela.

### Primeras emisiones radiales en Colombia
El 8 de diciembre de 1929 se inauguró en Colombia el servicio de radio, con la primera emisión de la emisora de Bogotá, HJN. El logro se dio luego de que el gobierno permitiera el funcionamiento de empresas de difusión "perifónica", por medio del decreto 1182 de 1928. Se planeaba que la HJN iniciara operaciones el 20 de julio de 1929, pero los trámite burocráticos atrasaron la inauguración.